# Octopussy und andere riskante Geschäfte
Octopussy (Originaltitel: Octopussy and The Living Daylights) ist ein Kurzgeschichtenband aus Ian Flemings James-Bond-Reihe, der 1966 postum veröffentlicht wurde. Auf Deutsch erschienen die ersten drei Geschichten beim Scherz Verlag verteilt auf die Taschenbücher Tod im Rückspiegel (1967) und Riskante Geschäfte (1968). Erstmals die Neuübersetzung von 2014, unter dem Titel Octopussy bei Cross Cult erschienen, enthält alle vier Erzählungen in einer dem Original entsprechenden Zusammenstellung.

## Zusammenfassung

### Octopussy
Originaltitel: Octopussy;  deutscher Titel: Der stumme Zeuge (1968), Octopussy (2014)
Im Juli 1961 soll der 40-jährige James Bond einen Kriegsveteranen aufspüren, um einen lange zurückliegenden Mord an einem alten Freund und einer Vaterfigur Bonds im Wilden Kaiser im Kitzbühel der Nachkriegszeit aufzuklären. Seine Suche führt ihn nach Jamaika, wo der Veteran lebt und für einen Meeresforscher arbeitet. Bond konfrontiert den Mann mit seiner Vergangenheit, und es kommt ans Licht, dass der Veteran den Mord aus reiner Geldgier begangen hat. Bond lässt dem Mann eine Woche Zeit, um seine Angelegenheiten zu klären. In der Folge entschließt sich der Veteran dazu, seinem Schicksal ins Auge zu sehen und den Prozess trotz seines Alters und seines schlechten Gesundheitszustands durchzustehen. Hierzu kommt es jedoch nicht mehr, da er kurz darauf bei seiner Forschungsarbeit von einem Kraken, den er „Octopussy“ nannte, angegriffen wird und hierbei ertrinkt.
Handlungsort ist Jamaika. Die Geschichte wird größtenteils in Rückblenden erzählt, die den Leser in das Deutschland Ende des Zweiten Weltkriegs führen.

### Der Hauch des Todes
Originaltitel: The Living Daylights; deutscher Titel: Duell mit doppeltem Einsatz (1968), Der Hauch des Todes (2014)
Der 40-jährige James Bond soll im August 1961 in Berlin einen vom KGB geplanten Mord an einem Agenten des Secret Service dadurch verhindern, dass er den berühmt-berüchtigten Scharfschützen „Trigger“ tötet. Bond macht das kaltblütige Töten eines Menschen, den er noch nie gesehen hat, zu schaffen, und so versucht er in den Tagen, die ihm bis zur Tat bleiben, sich so gut es geht abzulenken. Er betrinkt sich, schluckt, wie schon in anderen Episoden, Benzedrin und reist durch den westlichen Teil Berlins. Sein Auge fällt auch auf eine attraktive Cellistin, die am Ort des Geschehens beschäftigt ist.
Als sich herausstellt, dass diese Cellistin besagter Scharfschütze ist, entschließt sich Bond, gegen seine Anweisungen, sie nicht zu töten. Stattdessen schießt er ihr in den Arm und verhindert somit zumindest, dass der Agent getötet wird. Sein pflichtbewusster und pedantischer Mitarbeiter bei der Aktion beschwert sich hierauf beim Secret Service über Bond. Das Buch endet mit der Frage, ob Bond seine „Doppelnull“, die Lizenz zum Töten, verliert. Ein Umstand, den er nach jahrelanger Arbeit nicht zu bedauern scheint.
Handlungsort ist Berlin, direkt an der Sektorengrenze (vor dem Mauerbau) Wilhelm-, Ecke Zimmerstraße, in Kreuzberg.

### Die Vorzüge einer Frau
Originaltitel: The Property of a Lady; deutscher Titel: Globus – meistbietend zu versteigern (1968), Die Vorzüge einer Frau (2014)
Im Juni 1961 soll eine im Secret Service eingeschleuste KGB-Agentin vom KGB für ihre Arbeit entlohnt werden, indem sie den Erlös aus einer in London stattfindenden Versteigerung eines wertvollen Globus von Peter Carl Fabergé erhalten soll. Bonds Aufgabe besteht darin, bei der Auktion unter den zahlreichen Bietern einen hochrangigen KGB-Agenten ausfindig zu machen.
Handlungsort ist London.

### 007 in New York
Originaltitel: 007 in New York
Ende Juli 1962 wird der 41-jährige James Bond beauftragt, eine MI6-Agentin vor ihrem Lebensgefährten, einem Doppelagenten des KGB, zu beschützen.
Allerdings wirkt diese Handlung neben den Beschreibungen New Yorks und der Auseinandersetzung mit Bonds kulinarischen Vorlieben, wie beispielsweise einer ausführlichen Anleitung für die Zubereitung von Rühreiern, fast schon nebensächlich.
Handlungsort ist New York.

## Gesamtbetrachtung
In all diesen Geschichten wirkt Bond verbittert und zynischer als in den Romanen. Er reflektiert, insbesondere in den ersten beiden Geschichten, seine Rolle als Werkzeug für den MI6.

## Ausgaben
Die erste Ausgabe enthielt nur die zuvor unveröffentlichte Kurzgeschichte Octopussy sowie The Living Daylights, die bereits am 4. Februar 1962 in der britischen  Sunday Times abgedruckt worden war. Die später hinzugefügte Auktionshaus-Episode The Property of a Lady erschien erstmals im  November 1963 im Heft The Ivory Hammer des Auktionshauses Sotheby’s und auch im Playboy. Die Erzählung 007 in New York, die ebenfalls erst später dem Band hinzugefügt wurde, erschien erstmals im Oktober 1963 als Agent 007 in New York im New Yorker Herald Tribune und wurde 1964 in Flemings Buch Thrilling Cities (Erstausgabe: 1963) aufgenommen.
In deutscher Sprache gab es verschiedene Auflagen in unterschiedlicher Zusammenstellung der Kurzgeschichten. So enthielt die 10. Auflage im Scherz-Verlag aus dem Jahr 1988 mit dem Titel Octopussy und andere riskante Geschäfte folgende Episoden:
1. »Für Sie persönlich«
2. Riskante Geschäfte
3. Ein Minimum an Trost
4. Octopussy

Die ersten drei Geschichten stammen ursprünglich aus dem Kurzgeschichtenband 007 James Bond greift ein.
Frühere Ausgaben erschienen unter dem Titel Riskante Geschäfte.

## Verfilmungen
Die zwei Kurzgeschichten Octopussy und Der Hauch des Todes dienten als Vorlage für die gleichnamigen Filme. Allerdings wurden für die Verfilmung von Octopussy nur wenige Elemente des Romans entnommen und in eine wesentlich komplexere Rahmenhandlung eingefügt. So spielt zum Beispiel die Tochter des besagten Kriegsveteranen die weibliche Hauptrolle. Wegen einer Kraken-Tätowierung wird sie Octopussy genannt. Wie in Globus – meistbietend zu versteigern findet die Versteigerung eines Fabergé-Eis statt, bei der Bond die Bieter aufmerksam beobachten soll.
Wesentlich näher am Text bleibt Der Hauch des Todes. Bond erhält wie im Buch den Auftrag, einen Scharfschützen des KGB zu töten. Diese Episode wird kurz am Anfang des Films dargestellt und beeinflusst auch den restlichen Verlauf der Handlung.